# Matera
Matera er en by og en provins i regionen Basilicata i det sydlige Italien. Byen har 59.685(2023)indbyggere og er kendt på grund af I Sassi di Matera, et område der siden 1993 har været optaget på UNESCOs liste over verdens kulturarv.
Mel Gibsons film The Passion of the Christ fra 2004 er optaget i Matera.

## Berømte mennesker fra Matera
- Giovanni Carlo Tramontano (1451-1514), adelsmand, greve af Matera
- Egidio Duni (1708–1775), komponist